# Skočice (Přeštice)
Skočice (německy Skotschitz) jsou vesnice, část města Přeštice v okrese Plzeň-jih v Plzeňském kraji. Nachází se asi tři kilometry jihozápadně od Přeštic. Prochází zde silnice II/183. Skočice leží v katastrálním území Skočice u Přeštic o rozloze 6,52 km².

## Historie
První písemná zmínka o Skočicích pochází z roku 1239, kdy část vsi patřila kladrubskému klášteru. Druhá byla vladyckým statkem, jehož majitelem byl roku 1250 Břetislav ze Skočic. Od začátku čtrnáctého století se vesnice dělila na Malé a Větší Skočice.

## Obyvatelstvo
| Rok            | 1869 | 1880 | 1890 | 1900 | 1910 | 1921 | 1930 | 1950 | 1961 | 1970 | 1980 | 1991 | 2001 | 2011 | 2021 |
| -------------- | ---- | ---- | ---- | ---- | ---- | ---- | ---- | ---- | ---- | ---- | ---- | ---- | ---- | ---- | ---- |
| Počet obyvatel | 552  | 646  | 608  | 637  | 634  | 648  | 668  | 505  | 476  | 428  | 452  | 421  | 403  | 433  | 408  |
| Počet domů     | 82   | 91   | 92   | 93   | 97   | 102  | 120  | 126  | 122  | 121  | 120  | 143  | 147  | 158  | 161  |

## Obecní správa
Při sčítání lidu v letech 1850–1976 Skočice byly samostatnou obcí, se kterým patřily nejprve do okresu Přeštice, ale od roku 1960 v okrese Plzeň-jih. Od 30. dubna 1976 jsou částí města Přeštice v okrese Plzeň-jih.

## Pamětihodnosti
Na východním okraji vesnice se dochovaly terénní relikty skočické tvrze. Existence tvrze je doložena od poloviny čtrnáctého století. Od roku 1519 tvrz patřila rodu Příchovských, kteří si patrně v nedalekém poplužním dvoře vybudovali pohodlnější renesanční sídlo. Sídelní funkci obě tvrze definitivně ztratily v sedmnáctém století a postupně začaly chátrat. Během devatenáctého století bylo jejich zdivo rozebráno na stavební materiál.